# Pandinus ugandaensis
Espèce
Pandinus ugandaensis est une espèce de scorpions de la famille des Scorpionidae.

## Distribution
Cette espèce est endémique d'Ouganda. Elle se rencontre vers Kaabong.

## Description
Le mâle holotype mesure 97 mm et la femelle paratype 105 mm. Pandinus ugandaensis mesure de 90 à 110 mm.

## Étymologie
Son nom d'espèce, composé de uganda et du suffixe latin -ensis, « qui vit dans, qui habite », lui a été donné en référence au lieu de sa découverte, l'Ouganda.

## Publication originale
- Kovařík, 2011 : « A review of the subgenus Pandinus Thorell, 1876 with descriptions of two new species from Uganda and Ethiopia (Scorpiones: Scorpionidae). » Euscorpius, no 129, p. 1-18 (texte intégral).